# Æthelstan (Sussex)

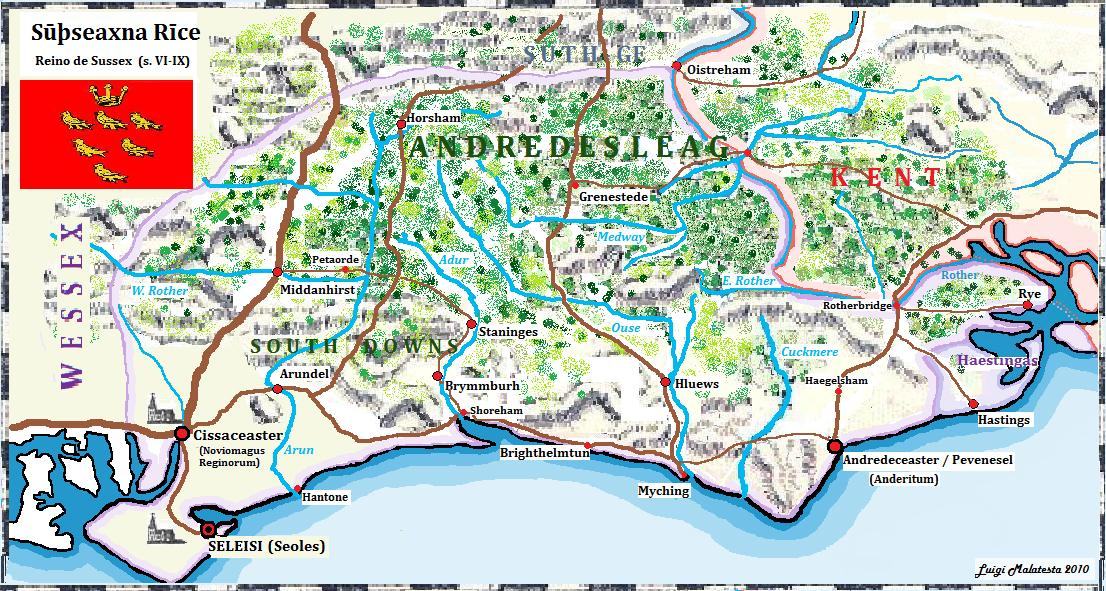
Sussex in angelsächsischer Zeit

Æthelstan (auch Aethelstan, Athelstan) war ein subregulus (Unterkönig) des  angelsächsischen Königreiches Sussex.
Æthelstan ist nur durch eine einzige auf das Jahr 714 datierte Charta bekannt, deren Datierung möglicherweise fehlerhaft ist und auch der Zeit um 717/724 zugeschrieben wird. Seine Herkunft ist unbekannt. Er war mit Æthelthryth verheiratet, die den Titel regina (Königin) führte. Er herrschte vermutlich als Unterkönig im östlichen Landesteil von Sussex. Sein Todesdatum ist unbekannt. In den Jahren 722 und 725 führte der „Oberkönig“ Ine von Wessex Feldzüge gegen Sussex, wo der verbannte Ætheling (etwa „Prinz“) Ealdberht Aufnahme gefunden hatte. Nach 733 folgte Æthelberht als König von Sussex.